# David G. McAfee
David Gregory McAfee, känd som David G. McAfee född 23 februari 1989 i Roseville, Kalifornien, USA är en amerikansk författare och journalist.

## Biografi
David G. McAfee är uppväxt i Roseville, Kalifornien. Som 18-åring flyttade han till Santa Barbara, Kalifornien för att studera engelska och religion på University of California. På universitetet skrev David artiklar om ateism åt tidningen Santa Barbara Independent. Efter examen gav David ut sin första bok under det nya namnet "Disproving Christianity and Other Secular Writings" (2011) och året därpå, gav han ut sin andra bok "Mom, Dad, I'm an Atheist: The Guide to Coming Out as a Non-Believer" (2012).
David är en frispråkig ateist och han är även kolumnist åt kanadensiska Freethinker Magazine och han skriver artiklar åt American Atheist Magazine.